# James Gould Cozzens
James Gould Cozzens (* 19. August 1903 in Chicago, Illinois; † 9. August 1978 in Stuart, Florida) war ein US-amerikanischer Schriftsteller, der nicht nur den O.-Henry-Preis, sondern auch den Pulitzer-Preis gewann.

## Biografie
Nach dem Besuch der Kent School in Kent von 1916 bis 1922 begann er ein Studium an der Harvard University, das er aber 1924 vorzeitig beenden musste.
Unmittelbar darauf begann er seine schriftstellerische Tätigkeit und veröffentlichte 1924 mit Confusion seinen Debütroman. In der Folgezeit erschienen die Novellen Cockpit (1928), The Son of Perdition (1929) sowie S.S. San Pedro (1931) sowie die Romane A Farewell to Cuba (1931, die Vorlage für Film Dr. Bull, 1933), The Last Adam (1933), Castaway (1934) sowie Men and Brethren (1936).
Einen größeren Erfolg hatte er mit seinem Buch Total Stranger, für das er 1936 den O.-Henry-Preis erhielt. In den folgenden Jahren veröffentlichte er mit Ask Me Tomorrow (1940) und The Just and the Unjust (1942) zwei weitere Romane, ehe er während des Zweiten Weltkrieges seinen Militärdienst im US Army Air Corps leistete. 1943 wurde er in die American Academy of Arts and Letters gewählt.
Nach dem Krieg nahm er seine schriftstellerische Tätigkeit wieder auf und wurde für Guard of Honor (1948) mit dem Pulitzer-Preis für Romane 1949 ausgezeichnet und war damit nach James A. Michener erst der zweite Preisträger in dieser Kategorie.
1957 erschien sein Roman By Love Possessed, der 1960 mit der William-Dean-Howells-Medaille ausgezeichnet wurden. Nach der Sammlung von Kurzgeschichten Children and Others (1964) erschienen mit Morning, Noon and Night (1968), A Flower in Her Hair (1974) und A Rope for Dr. Webster (1976) noch drei weitere Romane. Sein letztes Werk war Just Representations: A James Gould Cozzens Reader (1978).

## Hintergrundliteratur
- Matthew J. Bruccoli: James Gould Cozzens. A Life Apart, Biografie (1983)